# Бейт, Петер
Кристиан Петер Вильгельм Фридрих Бейт (Бойт, Бёйт) (нем. Peter Beuth ; 28 декабря 1781, Клеве, Северный Рейн-Вестфалия — 27 сентября 1853, Берлин, Пруссия) — прусский политик, государственный деятель, действительный тайный советник.
Считается «отцом продвижения прусской торговли». С помощью ряда нужных мер — от создания обществ, клубов и школ, до заимствования зарубежных технологий, шаблонов эстетического дизайна промышленных изделий и другого, он проложил дорогу для прусских производителей от стадии изготовления до конкурентоспособного промышленного производства и торговли.

## Биография
Сын врача. Сперва обучался в Клеве и Берлине, затем с 1798 года изучал право в Галльском университете. В 1801 году поступил на государственную службу, в 1806 году — асессор, в 1809 году — правительственный советник в Потсдаме, в 1810 году — старший секретный налоговый советник в министерстве финансов в Берлине.
С 1810 года принимал участие в выработке больших проектов, целью которых было переустройство прусского государства, которое в результате неудачных войн погрязло в долгах, в особенности по финансовой и промышленной части.
В 1813—1814 годах добровольцем участвовал в освободительной войне против Наполеона в составе кавалерийского корпуса генерала Адольфа фон Лютцова. Закончил войну офицером. За отличия был награждён Железным крестом 2 степени.
По окончании войны был назначен оберфинанцратом в департамент торговли и промышленности, принимал участие в составлении законов о налогах (1817) и в 1818 году стал директором этого департамента. 19 декабря 1821 года был назначен членом Государственного совета.
В 1831—1845 годах был директором (ректором) Берлинской строительной академии.
В 1845 году вышел в отставку. В том же году П. Бейт был назначен королём «почётным членом» департамента министерства финансов по торговле, коммерции и строительству.
Его внеслужебная деятельность, начавшаяся с основания института торговли и промышленности, была не менее важна, чем его служебная.
Похоронен на Доротеенштадтском кладбище в Берлине.

## Награды
Королевства Пруссия:
- Железный крест 2-го класса
- Орден Красного орла 3-го класса
- Орден Красного орла 2-го класса с дубовыми листьями (1834); со звездой и дубовыми листьями (1838)[6]
- Орден Красного орла 1-го класса с дубовыми листьями (1845)

Прочие:
- Орден Вюртембергской короны, рыцарский крест (1829, королевство Вюртемберг)[7]
- Орден Вюртембергской короны, командорский крест (1835, королевство Вюртемберг)
- Орден Гражданских заслуг Баварской короны, командорский крест (1829, королевство Бавария)[8]
- Орден Золотого льва, командорский крест 2-го класса (20 марта 1833, курфюршество Гессен), с 1851 года преобразован в Орден Вильгельма[нем.] (командорский крест 2-го класса)[9]
- Орден Заслуг, командорский крест (2-го класса) (1833, королевство Саксония)[10]
- Орден Леопольда I, большой крест (королевство Бельгия)
- Орден Даннеброг, командорский крест (28 июня 1840, королевство Дания)[11]
- Орден Меча, рыцарский крест (1-го класса) (королевство Швеция)

## Память
В 1861 г. в память о государственных заслугах П. Бейта в Берлине перед строительной академией (ныне Берлинская академия архитектуры) была установлена бронзовая статуя.

## Галерея

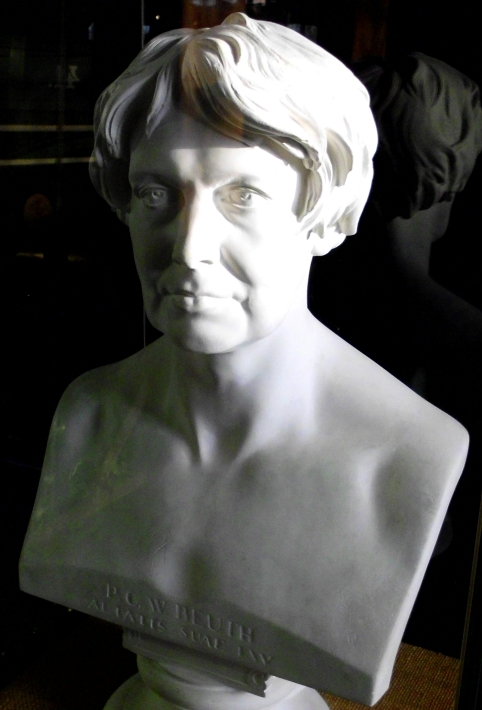
Бюст П. Бейта в Немецком техническом музее в Берлине
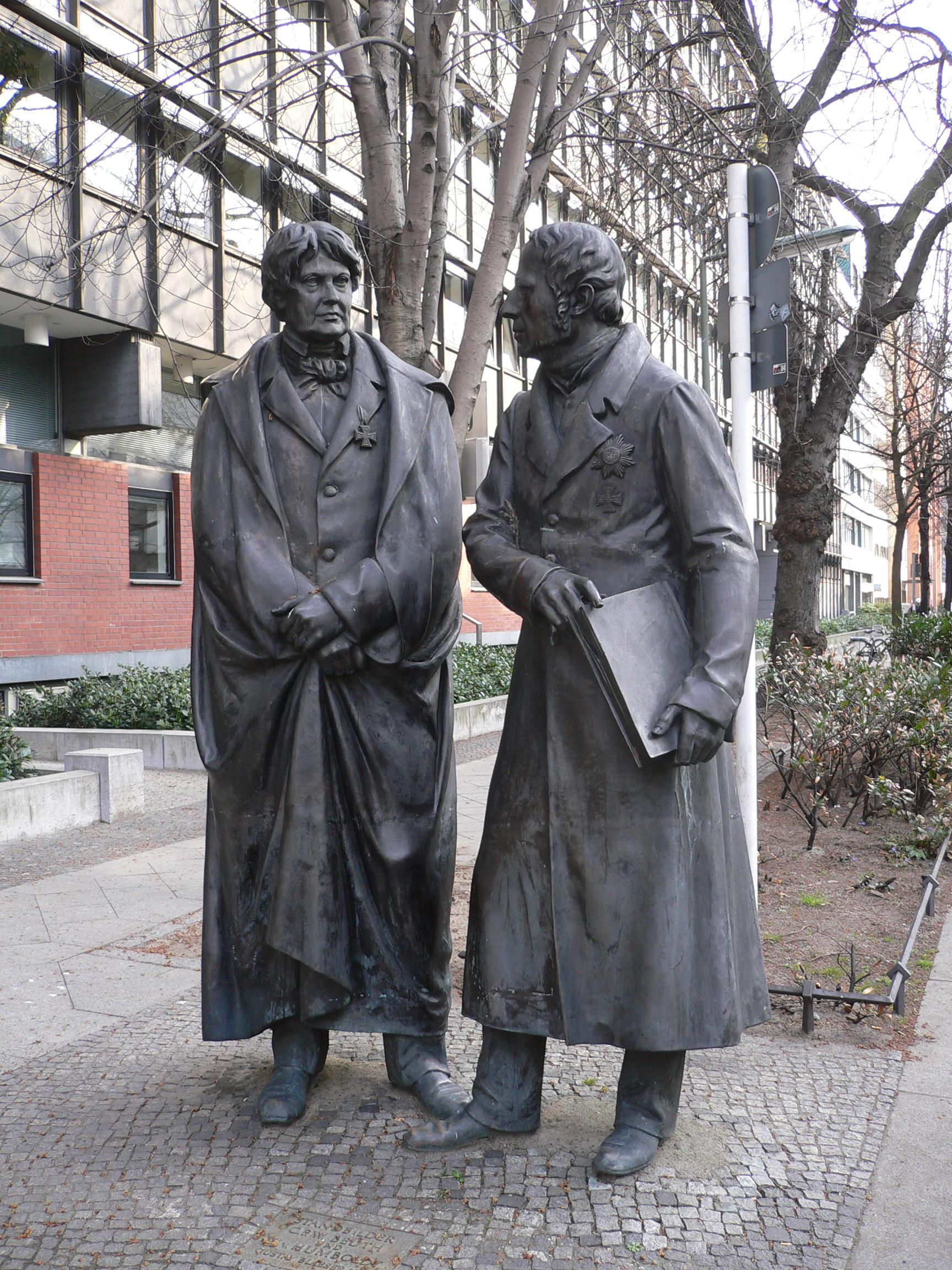
Памятник П. Бейту (слева) и А. Гумбольдту перед зданием Немецкого института по стандартизации в Берлине
Почтовая марка ФРГ. 1981 г.